# شهرستان بووانگ
شهرستان بووانگ (به لاتین: Bowang District) یک منطقهٔ مسکونی در چین است که در مانشان واقع شده‌است. شهرستان بووانگ ۳۵۱ کیلومتر مربع مساحت و ۱۸۳٬۵۰۰ نفر جمعیت دارد.